# Innenstadtring (Münster)
Der Teilbereich Innenstadtring fasst den Teil der westfälischen Stadt Münster zusammen, der außerhalb der Altstadt liegt, sich aber noch innerhalb des Stadtrings befindet. Er umfasst somit alle Viertel, die direkt an die Altstadt angrenzen und die sich überwiegend im 19. Jahrhundert entwickelt haben. In der offiziellen Stadtgliederung Münsters ist er der 2. Münsteraner Bezirk, der zum Stadtbezirk Mitte gehört. Obwohl der Teilbereich eine rein statistische Einheit ist, ist der Stadtring, der ihn nach außen begrenzt ein Strukturmerkmal, dass den Grad der Nähe zum Stadtzentrum definiert.

## Geografie
Der Innenstadtring liegt zwischen der Promenade, Münsters ehemaliger Stadtmauer, die die Altstadt umgibt und dem Stadtring, einer Ringstraße, die ab Anfang des 20. Jahrhunderts projektiert wurde. Zwischen der Weseler Straße und dem Bahngelände südlich des Hauptbahnhofs wurde das Ring-Projekt nie beendet.